# Сан-Хосе (кантон)
Сан-Хосе́ (исп. San José) — кантон в провинции Сан-Хосе Коста-Рики.

## География
Находится на севере провинции. Граничит на юге с провинцией Пунтаренас. Административный центр — Сан-Хосе, который также является столицей провинции и государства.

## Округа
Кантон разделён на 11 округов:
1. Кармен
2. Мерсед
3. Оспиталь
4. Катедраль
5. Сапоте
6. Сан-Франсиско-де-Дос-Риос
7. Урука
8. Мата-Редонда
9. Павас
10. Атильо
11. Сан-Себастьян